# Reinhard Eugen Bösch
Reinhard Eugen Bösch (ur. 16 stycznia 1957 w Dornbirn) – austriacki polityk, samorządowiec i bibliotekarz, członek Rady Federalnej, poseł do Rady Narodowej.

## Życiorys
Studiował prawo i germanistykę w Wiedniu, w 1982 ukończył historię na Uniwersytecie Wiedeńskim. Pracował zawodowo jako bibliotekarz.
Zaangażował się w działalność polityczną w ramach Wolnościowej Partii Austrii. Był przewodniczącym miejskich i powiatowych struktur tej partii. Zasiadał we władzach miasta Dornbirn. Od 1989 do 1994 wchodził w skład landtagu kraju związkowego Vorarlberg. W latach 1994–1999 był członkiem Bundesratu, następnie do 2008 deputowanym do Rady Narodowej XXI, XXII i XXIII kadencji. Reprezentował austriacki parlament w Konwencie Europejskim. W 2013, 2017 i 2019 ponownie uzyskiwał mandat posła do Rady Narodowej na XXV, XXVI i XXVII kadencję.
Odznaczony Wielką Złotą (2002) i Wielką Złotą z Gwiazdą (2007) Odznaką Honorową za Zasługi dla Republiki Austrii.